# 吉和インターチェンジ (中国自動車道)
吉和インターチェンジ（よしわインターチェンジ）は、広島県廿日市市の中国自動車道のインターチェンジである。

## 道路
- E2A 中国自動車道（28番）

## 歴史
- 1983年3月24日：千代田IC - 鹿野IC間の供用開始により開通。

## 接続する道路

### 直接接続
- 国道186号

### 間接接続
- 国道488号

## 料金所
- ブース数：4

### 入口
- ブース数：2
  - ETC専用：1
  - 一般：1

### 出口
- ブース数：2
  - ETC専用：1
  - 一般：1

## 一時退出サービス
吉和サービスエリアのガソリンスタンドが閉店したことに伴うガス欠防止策として、2015年4月20日から、インターチェンジ周辺の指定ガソリンスタンドで給油するETC利用車に対して、1時間以内の中途出場を認める社会実験を行う。実施期間は当初1年間の予定だったが、延長され2018年3月22日まで行われた。翌日からは前後の戸河内IC・六日市ICでETC2.0を利用して一時退出を可能とするサービスを行うことで代替とされ、吉和ICでの一時退出は認められなくなった。

## 隣
E2A 中国自動車道
(27)戸河内IC - 筒賀PA/BS - (28)吉和IC - 吉和SA/BS - 深谷PA/BS - (29)六日市IC/BS